# 科迪·格里布爾
科迪·格里布爾（Cody Gribble，1990年9月20日—）是美國的一位職業高爾夫球選手，現在參加PGA巡迴賽的賽事。格里布爾出生在達拉斯，曾經是德克薩斯大學高爾夫球隊的一員並代表學校獲得2012年NCAA冠軍。2016年10月，他贏得自己首個PGA巡迴賽冠軍。

## 外部連結
- 科迪·格里布爾在PGA巡迴賽的官方網站
- 科迪·格里布爾在男子高爾夫世界排名的官方網站